# Clementine Ford
Clementine Ford (1981, Adelaida) es una escritora, locutora y oradora pública australiana. Durante siete años escribió una columna regular para Daily Life.

## Biografía
Nació en 1981 y pasó gran parte de su infancia en Medio Oriente, específicamente en Omán en la frontera este de los Emiratos Árabes Unidos. A los doce años, su familia se mudó a Inglaterra.
Estudió en la Universidad de Adelaida, donde tomó un curso de estudios de género. Durante su tiempo en la universidad también trabajó como editora y colaboradora del periódico estudiantil On Dit.

## Carrera profesional
En 2007, comenzó a escribir una columna para el Sunday Mail de Adelaide y para Drum. Muchas de sus columnas trataban sobre temas personales y algunos lectores las encontraron controvertidas.
En 2014, escribió sobre su indignación por los comentarios hechos por Cory Bernardi que calificaban a los defensores del derecho a decidir como soldados "pro-muerte" de la "industria de la muerte". Más tarde ese año, escribió un artículo de opinión en contra de un proyecto de ley victoriano que cambiaría las leyes de aborto del estado, argumentando que si los políticos realmente se preocuparan por la vida de las mujeres y las niñas, abogarían por un mejor acceso al control de la natalidad, incluidas las terminaciones.
En el Día del Listón Blanco de 2015, Ford hizo públicos algunos de los mensajes sexistas y abusivos que había recibido en línea. Meriton Group, empleador de un hombre que había la etiquetado con un término despectivo, investigó la denuncia de Ford y el hombre fue despedido. Tres jóvenes del Adelaide High School fueron suspendidos por los comentarios lascivos que escribieron sobre ella.
En septiembre de 2016, Allen & Unwin publicó el primer libro de Ford, Fight Like a Girl. Dos años después, se publicó su segundo libro, Boys Will Be Boys, que se centró en cómo el patriarcado afectaba a los varones jóvenes y adultos.
En febrero de 2020, comenzó un podcast llamado "Big Sister Hotline" donde habla sobre temas feministas actuales y preguntas con invitadas como: Florence Given y Salma El-Werdany.